# Carex annectens
Carex annectens är en halvgräsart som först beskrevs av Eugene Pintard Bicknell, och fick sitt nu gällande namn av Eugene Pintard Bicknell. Carex annectens ingår i släktet starrar, och familjen halvgräs. Inga underarter finns listade i Catalogue of Life.